# Laphria nigripennis
Laphria nigripennis là một loài ruồi trong họ Asilidae. Laphria nigripennis được Meigen miêu tả năm 1820. Loài này phân bố ở vùng Cổ Bắc giới.